# Peter Carruthers (Eiskunstläufer)
Peter Carruthers (* 22. Juli 1959 in Boston, Massachusetts) ist ein ehemaliger US-amerikanischer Eiskunstläufer, der im Paarlauf startete.
Peter Carruthers' Eiskunstlaufpartnerin war seine jüngere Schwester Caitlin Carruthers. Beide waren adoptiert worden. Ihr Trainer war Ronald Ludington. Ihr internationales Debüt hatten sie bereits 1980. Als nationale Vizemeister hinter Tai Babilonia und Randy Gardner beendeten sie die Olympischen Spiele in Lake Placid auf dem fünften Platz und die Weltmeisterschaft in Dortmund auf dem siebten Platz. Bei den Olympischen Spielen waren sie das beste US-amerikanische Paar, da Babilonia und Gardner aufgrund einer Verletzung nicht antreten konnten. Von 1981 bis 1984 wurden die Geschwister US-Meister im Paarlauf und traten damit die direkte Nachfolge von Babilonia und Gardner an. 1982 in Kopenhagen gewannen sie mit Bronze hinter Sabine Baeß und Tassilo Thierbach sowie Marina Pestowa und Stanislaw Leonowitsch ihre einzige Weltmeisterschaftsmedaille. Der größte Erfolg von Peter und Caitlin Carruthers war allerdings der Gewinn der Silbermedaille bei den Olympischen Spielen 1984 in Sarajevo hinter Jelena Walowa und Oleg Wassiljew aus der Sowjetunion. Danach beendeten sie ihre Amateurkarriere, wechselten zu den Profis und traten in Eisrevues auf.
Peter Carruthers arbeitete auch als Eiskunstlaufkommentator bei verschiedenen Fernsehsendern.

## Ergebnisse

### Paarlauf
(mit Caitlin Carruthers)
| Wettbewerb / Jahr                | 1980 | 1981 | 1982 | 1983 | 1984 |
| -------------------------------- | ---- | ---- | ---- | ---- | ---- |
| Olympische Winterspiele          | 5.   |      |      |      | 2.   |
| Weltmeisterschaften              | 7.   | 5.   | 3.   | 4.   |      |
| US-amerikanische Meisterschaften | 2.   | 1.   | 1.   | 1.   | 1.   |